# Лужичкосрпски језици
Лужичкосрпски језик (глсрп. serbska rěč, длсрп. serbska rěc) матерњи је језик Лужичких Срба, западнословенског народа и националне мањине из Њемачке.
Лужичкосрпски припада западнословенској подгрупи словенских језика. Укупан број говорника ове групе језике је 60.000, од којих 40.000 живи у Саксонији, а 20.000 у Бранденбургу. У области насељеној говорницима лужичкосрпских језика табле са називима градова и улица су двојезични.
Постоја два књижевна језика, која се даље дијеле на своје дијалекте:
- Горњолужичкосрпски језик (глсрп. Hornjoserbska rěč) у Горњој Лужици
- Доњолужичкосрпски језик (длсрп. Dolnoserbska rěc) у Доњој Лужици

Доњолужичкосрпски језик се налази на граници изумирања.